# Virginia Higa
Virginia Higa (Bahía Blanca, 1983) es una escritora y traductora argentina. Egresada en Letras por la Universidad de Buenos Aires, es autora de un libro de ensayos y una novela, Los sorrentinos (2018), que fue traducida a los idiomas italiano, sueco, francés y portugués.

## Biografía
Virginia Higa nació en 1983 en la ciudad de Bahía Blanca, Argentina, como descendiente de italianos y japoneses. Vivió en Mar del Plata, Río Tercero y Buenos Aires, donde se graduó en Letras por la Universidad Nacional de Buenos Aires y trabajó en las editoriales independientes La Bestia Equilátera, Entropía y Sigilo.
En 2015, participó de los talleres de escritura de los escritores Hebe Uhart y Federico Falco, con quien inició la escritura de su primera novela, Los sorrentinos, que narra la historia de su familia, que creó la pasta rellena del título y fundó la Trattoria Napolitana de Mar del Plata.
En 2017, se mudó a Estocolmo, la capital de Suecia. En 2018, publicó Los sorrentinos. La escritura de la novela estuvo influenciada por la obra de la escritora italiana Natalia Ginzburg, quien trató el tema del léxico familiar.
En 2023, publicó su segundo libro, El hechizo del verano. El texto, híbrido entre la narrativa y el ensayo, retoma la temática de la lengua, la condición de ser inmigrante en Estocolmo e incluye un homenaje al escritor Manuel Puig, quien también escribió acerca de la cultura sueca.
La escritora ha realizado varias traducciones del inglés al español.

## Obra

### Novela

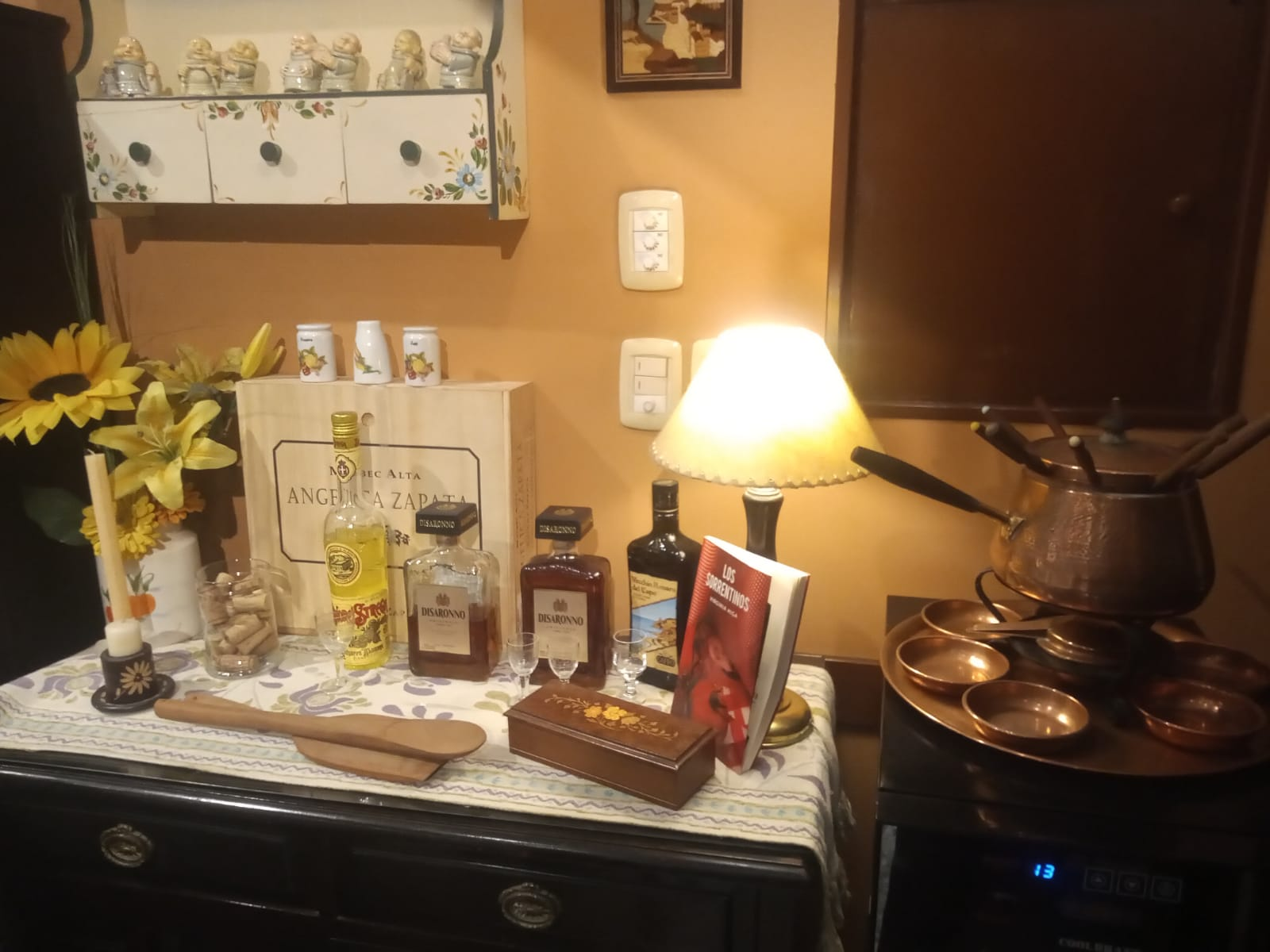
Altar con Los sorrentinos en la Trattoria Napolitana Vespolide de Mar del Plata.

- Los sorrentinos (2018, Editorial Sigilo)

### Ensayo
- El hechizo del verano (2023, Editorial Sigilo)

### Traducción
- Chica de oficina de Joe Meno (2015, Editorial Sigilo)[11]
- Tundra de Abbi Andrews (2020, Chai Editora)[12]
- Devenir animal de David Abram. (2021, Sigilo Editora)[13]
- La casa en llamas de Ann Beattie. (2022, Chai Editora)[14]
- Frankenstein de Mary Shelley (2023, Fera Editora)[15]
- Querida amiga, desde mi vida te escribo a tu vida de Yiyun Li (2024, Chai Editora)[16]
- Daybook. Diario de una artista de Anne Truitt (2024, Chai Editora)[17]
- Escribir ficción de Edith Wharton (2024, La Parte Maldita)[18]